# Testa del Claus
Testa del Claus – szczyt w Alpach Nadmorskich, części Alp Zachodnich. Leży na granicy między Włochami (Piemont) a Francją (Prowansja-Alpy-Lazurowe Wybrzeże). Szczyt można zdobyć ze schroniska Rifugio Questa (2388 m). Sąsiaduje z Testa Malinvern. Najbliżej położoną miejscowością jest Valdieri we Włoszech. Góruje nad doliną Gesso.